# Станіслав Скшешевський
Станіслав Скшешевський (пол. Stanisław Skrzeszewski; 27 квітня 1901, Новий Санч — 20 грудня 1978, Варшава) — польський партійний та державний діяч, педагог, доктор філософії, міністр освіти (1944—1945, 1947—1950), міністр закордонних справ (1951—1956), голова сейму Польської Народної Республіки (1957—1969).